# Droit administratif
 (septembre 2023).
Si vous disposez d'ouvrages ou d'articles de référence ou si vous connaissez des sites web de qualité traitant du thème abordé ici, merci de compléter l'article en donnant les références utiles à sa vérifiabilité et en les liant à la section « Notes et références ».
Le droit administratif est constitué de l’ensemble des règles définissant les droits et les obligations de l’administration. Il constitue la partie la plus importante du droit public.
C’est le droit du déséquilibre car il régit essentiellement les rapports entre les personnes publiques et les administrés. Ce décalage entre l’intérêt général et les intérêts particuliers explique l’existence d’un droit particulier, exorbitant du droit commun.
Ce droit a été construit pour réguler les relations entre l'administration et les particuliers/administrés. Historiquement, plusieurs réponses ont été apportées, et aujourd’hui encore on peut distinguer plusieurs modèles qui cumulent en des proportions diverses plusieurs de ces réponses.
Le droit administratif couvre, en outre, l’ensemble des règles qui régissent l’organisation et le fonctionnement des organismes publics ne relevant pas du pouvoir législatif ou de l'autorité judiciaire, ainsi que celles qui gouvernent les rapports entre les administrés et les organismes publics.

## Thèmes

### Contrôle judiciaire et principe de légalité
En droit administratif, le contrôle juridictionnel est la vérification de la validité d'un acte administratif par une juridiction administrative, en vertu du principe de légalité.

### Contrats et marchés
La gestion des infrastructures publiques et des services publics est souvent partagée avec des organisations privées relevant de l'économie marchande, ce qui donne lieu à différentes manières de concilier ou en tout cas coordonner les principes du droit administratif avec ceux du droit commercial, par exemple le partenariat public-privé.

### Droits administratifs nationaux
- Droit administratif du Canada
- Droit administratif des États-Unis
- Droit administratif en France
- Loi sur la juridiction administrative (Allemagne)